# Monsieur de Sainte Colombe
Monsieur de Sainte-Colombe (1640 circa – 1700 circa) è stato un gambista e compositore francese della seconda metà del XVII secolo, attivo forse nella zona dell'Île de France, del quale non sono noti né il nome di battesimo, né le date di nascita e morte.
Sono scarsissimi anche i cenni biografici di cui disponiamo, dovuti ad una manciata di riferimenti sparsi in fonti e documenti contemporanei: è probabile che l'attività di concertista di Sainte-Colombe si sia svolta a livello poco più che familiare (forse rifiutando anche un invito del re di Francia ad esibirsi a corte) e che egli non abbia mai dato alle stampe le proprie composizioni. 
Ciononostante, tra i contemporanei Sainte-Colombe fu considerato, oltre che uno straordinario compositore, il più grande esecutore di musica per viola da gamba, strumento allora particolarmente in voga nelle corti europee; tra l'altro si ritiene che egli stesso abbia contribuito al perfezionamento tecnico dello strumento, estendendone le possibilità espressive con modifiche dell'incordatura (inserimento della settima corda di tonalità grave). 

## La riscoperta
La sua musica ci era sconosciuta fino al 1966, quando a Ginevra fu rinvenuto il manoscritto dei suoi 65 Concerts à deux violes esgales, per due bassi di viola e viola sola. Altri due manoscritti sono poi stati rinvenuti ad Edimburgo. L'organico per cui Sainte-Colombe ha composto corrisponde in modo perfetto alla notizia biografica (Titon du Tillet, 1732), secondo la quale egli avrebbe personalmente istruito alla musica le sue due figlie Françoise e Brigitte, che poi lo avrebbero accompagnato nella sua attività concertistica, svoltasi probabilmente in una ristretta cerchia di amici e di nobiltà locale. Secondo altre fonti e ricostruzioni, egli avrebbe istruito alla musica anche un figlio naturale, definito come "Sainte Colombe figlio" (Sainte Colombe le fils), nato probabilmente attorno al 1660 e morto nel secondo decennio del XVIII secolo, a noi noto per la sua attività in Inghilterra e per alcune composizioni pervenuteci, tra cui un Tombeau (omaggio funebre) per Monsieur de Sainte Colombe, composto pare nel 1701, opera che proverebbe il rapporto personale tra i due Sainte-Colombe. 
La considerazione di cui Monsieur de Sainte-Colombe godette tra i contemporanei è testimoniata anche dal fatto che tra i suoi allievi vengono annoverati, oltre ai figli, alcuni tra i più grandi talenti musicali del tempo, ossia Danoville, Jean Desfontaines, Marin Marais, Pierre Méliton e Jean Rousseau, il quale ha affermato che Sainte-Colombe sarebbe il perfezionatore dell'arte della viola da gamba.
Questa figura di musicista, dopo secoli di oblio, è tornata all'attenzione del pubblico grazie alle numerose incisioni realizzate soprattutto da Jordi Savall, e grazie ai romanzi di Pascal Quignard, tra i quali, in particolare, Tutte le mattine del mondo del 1987, dal quale il regista Alain Corneau ha tratto, nel 1991, l'omonimo film, con Jean-Pierre Marielle nel ruolo di Monsieur de Sainte-Colombe e Gérard Depardieu nel ruolo dell'allievo Marin Marais. 
Secondo elementi storici e musicologici solo in parte verificabili, ma sviluppati dalla trama del romanzo, Marais sarebbe debitore a Sainte-Colombe del perfezionamento musicale che lo condusse ad essere "ordinaire de la musique de la Chambre du Roi pour la viole", oltre che uno dei più noti violisti e compositori francesi del suo tempo. Di certo, anche Marin Marais compose un Tombeau pour Monsieur de Sainte Colombe, inserito nel suo 2ème livre de Pièces de viole.
In tempi recenti Jonathan Dunford ha studiato documenti di archivio relativi a un matrimonio del 1669, a Parigi, tra Françoise de Sainte-Colombe e un borghese parigino; la firma del padre della sposa richiamerebbe molto la grafia dei manoscritti di Sainte-Colombe: se così fosse, il suo nome sarebbe Jean, la sua residenza sarebbe stata a Parigi nel quartiere di Saint-Germain (popolato allora da numerosi musicisti) e la sua morte risalirebbe, sulla base di documenti fiscali rinvenuti nell'archivio nazionale parigino, probabilmente a prima del 1696, data in cui il suo nome non compare tra i musicisti soggetti al fisco cittadino.

## La musica
La musica di Sainte-Colombe si esprime in toni profondamente meditativi e malinconici, con una "sirena grave", spesso ombrosa e crepuscolare, ma di straordinario respiro, fascino e intensità. La qualità della sua musica, con ogni probabilità incompiuta e non destinata al pubblico, è oggi largamente riconosciuta, a dispetto del silenzio e dell'incertezza che continua a circondare l'esistenza personale di Sainte-Colombe. 
Per conoscere la sua musica, sono oggi disponibili in commercio numerose registrazioni, tra le quali spiccano quelle di Jordi Savall e Wieland Kuijken.

## Film
- Tutte le mattine del mondo

## Edizioni musicali
- Tombeau Les Regrets / Le Retour / La Bourrasque / 3 Concerti «à deux violes esgales», per 2 viole da gamba, a cura di Carlo Denti, Ut Orpheus Edizioni, HS 84, ISMN 979-0-2153-0650-9
- Le Gigant / La Rougeville / 2 Concerti «à deux violes esgales», per 2 viole da gamba, a cura di Carlo Denti, Ut Orpheus Edizioni, HS 85, ISMN 979-0-2153-0651-6
- La Conférence / La Dubois / 2 Concerti «à deux violes esgales», per 2 viole da gamba, a cura di Carlo Denti, Ut Orpheus Edizioni, HS 86, ISMN 979-0-2153-0652-3